# Ford Figo
Der Ford Figo ist ein Kleinwagen, den Ford zwischen 2010 und 2021 in Indien produzierte und außer auf dem Heimatmarkt auch in anderen Schwellenländern wie Südafrika verkaufte. In Mexiko wurde der Figo als Ikon mit Schrägheck angeboten. 2011 wurde der Figo zum Car of the Year in Indien und Südafrika gewählt.

## 1. Generation (2010–2015)

### Modellgeschichte
Der Figo der ersten Generation wurde in Neu-Delhi im September 2009 vorgestellt. Der Verkauf im Heimatmarkt startete im März 2010, bereits im Juli 2010 waren 25.000 Exemplare verkauft. 15 Monate später waren in Indien 100.000 Exemplare abgesetzt.
Als im März 2013 während der Vorbereitung einer Werbekampagne über Blogs Bilder verbreitet wurden, die gefesselte und geknebelte Frauen im Kofferraum eines Ford Figo zeigten, löste dies im Internet, auch angesichts der gesellschaftlichen Debatte in Indien um die Rechte von Frauen nach der Gruppenvergewaltigung in Delhi 2012, Proteste aus. Ford erklärte daraufhin sein Bedauern und dass es sich nur um die Entwürfe einzelner Mitarbeiter gehandelt habe.
Gebaut wurde die erste Generation in Chennai.

### Technik
Der Ford Figo ist entweder mit Otto- oder Dieselmotor verfügbar, alle sind mit Fünfgang-Schaltgetriebe, Antiblockiersystem und Servolenkung ausgestattet. Der Ford Figo Diesel hat den gleichen Motor, der auch im Ford Ikon und dem brasilianischen Ford Fiesta erhältlich ist. Es ist ein „Duratorq“-Vierzylinder-Dieselmotor mit 1399 cm³ Hubraum, 51 kW (69 PS) und einem maximalen Drehmoment von 160 Nm bei 2000/min. Er hat 8 Ventile, eine obenliegende Nockenwelle und Common-Rail-Einspritzung. Dieser Motor wurde auch im bis 2008 in Europa angebotenen Ford Fiesta verwendet. Der Ottomotor ist ein neu entwickelter Motor mit 1196 cm³ Hubraum, der 52 kW (71 PS) bei 6250/min und ein maximales Drehmoment von 102 Nm bei 4000/min bietet. Er hat zwei obenliegende Nockenwellen und 16 Ventile.
Die Höchstgeschwindigkeit beider Versionen beträgt 160 km/h.

### Design
Das Design unterscheidet sich nur geringfügig vom europäischen Fiesta ’02, auf dem der Figo basiert. Er ist jedoch nicht baugleich mit dem brasilianischen Fiesta, der ebenfalls auf dem Fiesta ’02 basiert. Dieser hat eine andere Front ähnlich der des Fiesta ’09 und ein moderneres Armaturenbrett.

## 2. Generation (2015–2021)
Das Nachfolgemodell wurde 2015 in Indien eingeführt und liefert auch die Basis für den europäischen Ka+. Gebaut wird die zweite Generation des Figo in Sanand. Auch sie wird wieder auch in anderen Schwellenländern vertrieben. Im Gegensatz zum Ka+ gibt es den Figo auch in einer Stufenheck-Version. Während sie in Südafrika als Ford Figo Sedan verkauft wurde, wurde sie in Indien als Ford Aspire vermarktet. Der Aspire ist mit 3995 mm rund 259 mm kürzer als der Figo Sedan, da in Indien Fahrzeuge bis vier Meter Länge geringer besteuert werden.

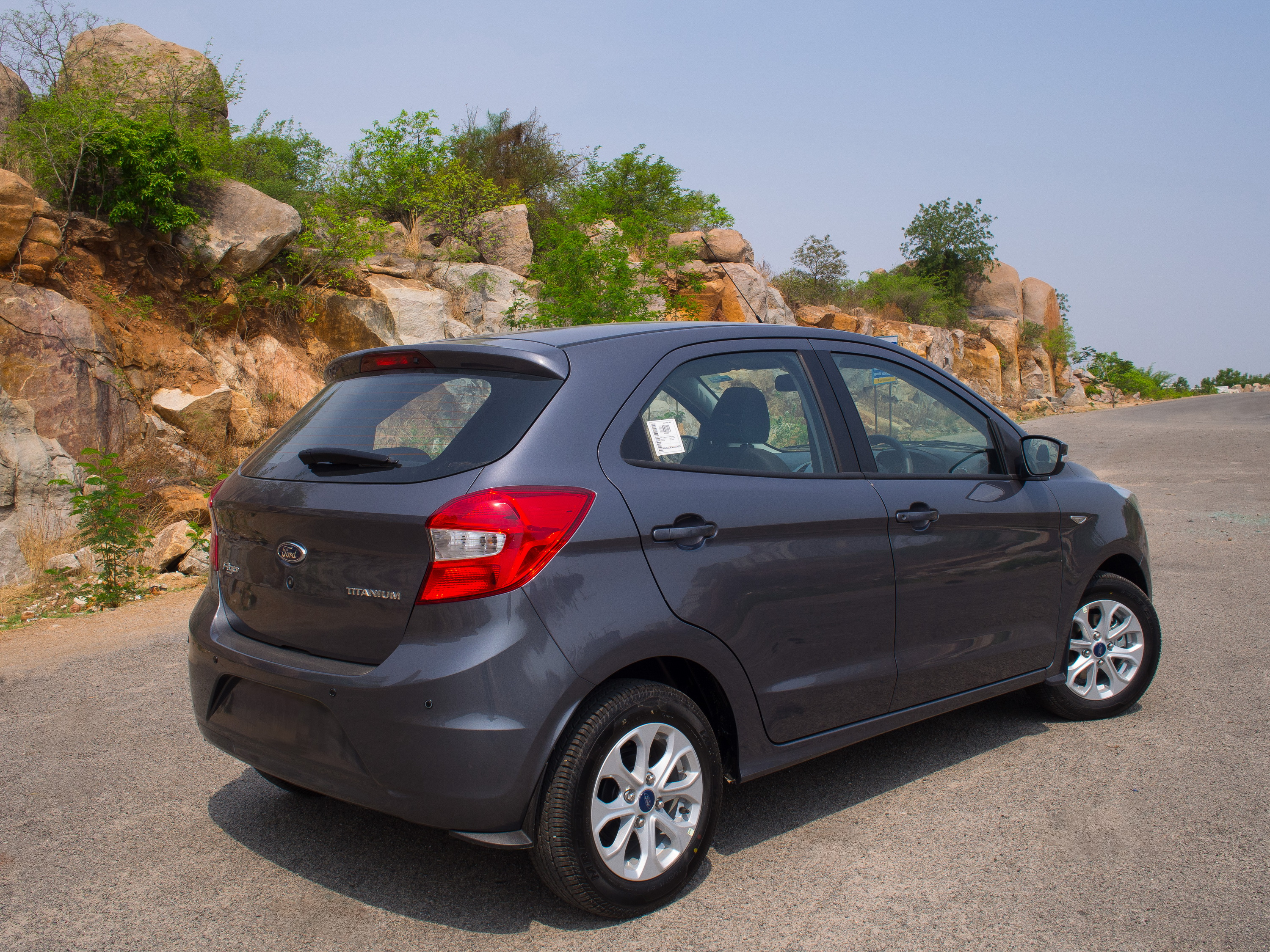
Heckansicht
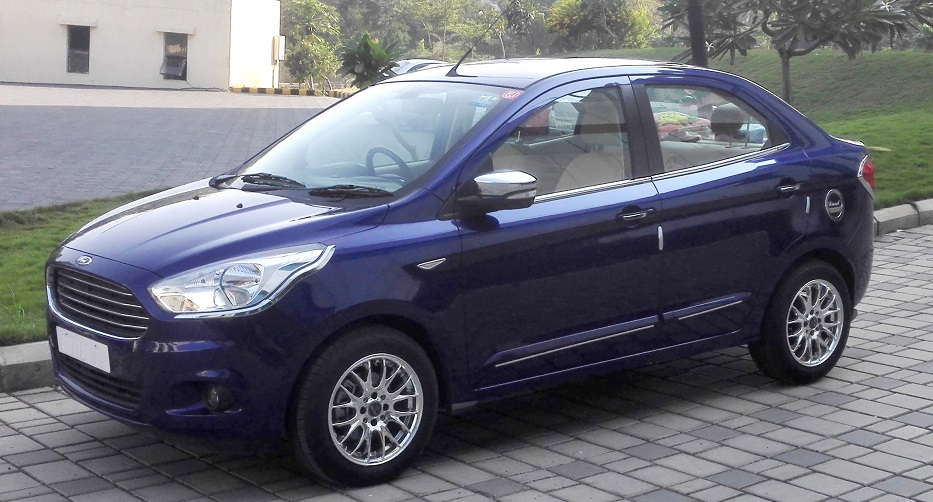
Ford Aspire (2015–2021)